# De Volta à Ação
Back in Action (bra/prt: De Volta à Ação) é um filme americano de comédia de ação de 2025, dirigido por Seth Gordon a partir de um roteiro que ele coescreveu com Brendan O'Brien. É estrelado por Jamie Foxx, Cameron Diaz, Andrew Scott, Jamie Demetriou, Kyle Chandler e Glenn Close. Foi lançado pela Netflix em 17 de janeiro de 2025.

## Premissa
Os ex-agentes da CIA, Emily e Matt, são forçados a retornar ao perigoso mundo da espionagem quando suas identidades secretas são reveladas, colocando em risco não apenas suas vidas, mas também tudo o que eles mais amam.

## Elenco
- Jamie Foxx como Matt, marido de Emily e ex-agente da CIA
- Cameron Diaz como Emily, esposa de Matt e ex-agente da CIA
- McKenna Roberts como Alice, filha adolescente de Emily e Matt
- Rylan Jackson como Leo, filho de Emily e Matt
- Kyle Chandler como Chuck, um velho amigo de Emily e Matt
- Glenn Close como Ginny Curtis, mãe de Emily e lendária ex-franco-atiradora do MI6
- Jamie Demetriou como Nigel, namorado de Ginny
- Andrew Scott como Baron, agente do MI6 e ex-namorado de Emily
- Fola Evans-Akingbola como Wendy
- Robert Besta como Balthazar Gor
- Bashir Salahuddin como Treinador Chris
- Tom Brittney como Dylan

## Produção

### Desenvolvimento
Em junho de 2022, foi divulgado que Cameron Diaz sairia da aposentadoria para estrelar uma comédia de ação escrita por Seth Gordon e Brendan O'Brien, intitulada Back in Action, ao lado de Jamie Foxx. Beau Bauman foi anunciado como produtor pela Good One Productions, enquanto Seth Gordon produziria pela Exhibit A. Com isso, Foxx, Datari Turner, O'Brien e Mark McNair atuariam como produtores executivos. Em agosto de 2022, Foxx falou sobre como convenceu Diaz a entrar para o elenco. Ele destacou que o último filme dela antes da aposentadoria, em 2014, foi Annie, no qual ele também atuou. Em entrevista ao Entertainment Tonight, ele afirmou: "Cameron é uma força incrível e já fez tanto nesta indústria." Ele contou que perguntou a ela: "'Quer se divertir um pouco? Só curtir mesmo!' Acho que foi isso que fez ela topar..." Foxx também destacou a empolgação da equipe: "Estamos muito felizes que isso esteja acontecendo e ansiosos para ver no que vai dar."

### Seleção de elenco
Em novembro de 2022, Glenn Close e Kyle Chandler foram escalados ao elenco. Em fevereiro de 2023, Andrew Scott, McKenna Roberts, Rylan Jackson e Jamie Demetriou também se juntaram ao filme.

### Filmagens
As filmagens aconteceram em Londres, de 2 de dezembro de 2022 a 9 de março de 2023. No fim de fevereiro, Diaz gravou cenas no Rio Tâmisa. As gravações em Atlanta começaram em 28 de março e terminaram no fim de abril. Em meados de abril, enquanto Foxx estava hospitalizado por uma emergência médica, dublês foram usados para concluir suas cenas. A cena de abertura, que mostra a paisagem de uma cidade, foi filmada em Liubliana, na Eslovênia.

### Roteiro
Embora Gordon e O'Brien tenham sido os únicos creditados pelo roteiro, o projeto contou com contribuições de diversos outros escritores ao longo de seu desenvolvimento. Entre eles estão Andrea Berloff, Matteo Borghese, Joel Church-Cooper, Adam Cole-Kelly, Dana Fox, Paul Fruchbom, John Gatins, Joe Nussbaum, Cassie Pappas, Lennon Parham, Sam Pitman, Ellen Shanman, Laura Solon, David Stassen, Jessica St. Clair, Victoria Strouse e Lillian Yu.

## Lançamento
Back in Action foi lançado pela Netflix em 17 de janeiro de 2025. Originalmente, sua estreia estava prevista para 15 de novembro de 2024, mas foi adiada para a data de lançamento atual.
O filme acumulou 46,8 milhões de visualizações nos primeiros três dias, conquistando o maior fim de semana de estreia para um filme em língua inglesa da Netflix desde O Projeto Adam.

## Recepção

### Resposta da crítica
No site agregador de críticas Rotten Tomatoes, 27% das 92 avaliações dos críticos são positivas, com uma média de 4,4/10. O consenso do site diz: "É bom ver Diaz e Foxx de volta, mas eles merecem uma recepção mais calorosa do que esta comédia de ação sem originalidade." O Metacritic, que usa uma média ponderada, deu ao filme uma pontuação de 46 de 100, com base em 23 críticas, indicando avaliações "mistas ou médias".
Christy Lemire, do RogerEbert.com, deu ao filme uma estrela de quatro e escreveu: "Back in Action não é tão irritantemente sem alma quanto Red Notice, mas encaixa bem naquele subgênero de filmes de ação chamativos e globais que você pode assistir enquanto dobra a roupa. Totalmente cínico."

Richard Roeper, do Chicago Sun-Times, deu ao filme duas estrelas e meia de quatro, escrevendo: "O diretor Seth Gordon (Four Christmases, Horrible Bosses) sabe como filmar comédias ágeis com apelo de estrelas, e Diaz (que não perdeu nem um pouco do carisma na tela) e Foxx estão incríveis juntos, mas não teria sido melhor se eles tivessem enfrentado algo mais criativo e desafiador? Trocar piadas enquanto se envolvem em sequências de ação exageradas, que não fazem nenhum sentido, é o equivalente a pedir fast food para o café da manhã, almoço e jantar, quando tem um monte de cardápios mais interessantes por aí."